# Zerene cesonia
Zerene cesonia is een vlindersoort uit de familie van de Pieridae (witjes), onderfamilie Coliadinae.
De soort komt voor in Amerika.
Zerene cesonia werd in 1790 beschreven door Stoll.